# Каберне Моравия
Каберне Моравия (чеш. Cabernet Moravia) — технический (винный) сорт винограда, используемый для производства красных вин в Чехии. 

## Происхождение
Сорт был получен скрещиванием Каберне Фран × Цвайгельт селекционером Любомиром Глосом в городе Моравска-Нова-Вес в 1975 году, в Чехословакии. Это первый сорт группы Каберне, полученный в Чехии или Чехословакии. Первый урожай был получен в 1979 году, а в 2001 году сорт был зарегистрирован в Государственной сортовой книге Чехии и примерно тогда же начал активно культивироваться.
Сорт быстро набрал популярность, и если в 2002 году им было занято 78,92 Га, то в 2007 году им было занято уже 193,9 Га. С тех пор площадь виноградников, занятых Каберне Моравия, сильно не изменилась, и в 2019 составляет 192,9 Га.

## География
В основном произрастает в Чехии, в Моравии, в частности, в окрестностях Брно, в Мутенице, в Бзенец, в Моравской Словакии. В Словакии сорт не снискал популярности и даже не зарегистрирован.

## Основные характеристики
Кусты средне- или сильнорослые.
Листья средние или большие, трёх- или пятилопастные, сильнорассеченные. Черешковая выемка, как правило, закрытая.
Цветок обоеполый.
Грозди средние, конические, среднеплотные.
Ягоды средние, тёмно-фиолетовые. Кожица толстая и прочная. Мякоть сочная. Сок не окрашен.
Вызревание побегов хорошее.
Сорт позднего периода созревания. 
Урожайность высокая - 90—160 ц/га.
Сорт повреждается мильдью, хорошо устойчив к оидиуму и серой гнили. Морозоустойчивость высокая.

## Применение
Сорт используется для приготовления красных вин высокого качества, в том числе и ледяных. Аромат вин изначально напоминает Каберне Фран, однако значительно изменяется со временем. Вино имеет тёмно-гранатовый цвет, с характерными для каберне ароматом и вкусом чёрной смородины, дополняющимися ароматами черешни, вишни, табака и мармелада. Послевкусие, как правило, длинное. Вино обладает потенциалом к хранению.